# Amnesia Moon
Amnesia Moon este un roman din 1995 scris de autorul american Jonathan Lethem. Lethem a adaptat romanul după mai multe povestiri nepublicate pe care le-a scris, toate despre evenimente catastrofale, apocaliptice. În formă sa finalizată, romanul Amnesia Moon este un omagiu adus scriitorului Philip K. Dick, fiind influențat de lucrarea acestuia Clans of the Alphane Moon.

## Prezentare
Într-o călătorie pe șosea, două personaje au ieșit dintr-un oraș postapocaliptic din Wyoming și trec printr-o succesiune de realități alternative, printre care și una învăluită în ceață opacă verde, un alt sistem politic bazat pe noroc și se sugerează că aceste realități divergente alternative împiedica o invazie extraterestră a Pământului. 

## Legături externe
- en  Istoria publicării lucrării Amnesia Moon la Internet Speculative Fiction Database

## Vezi și
- 1995 în științifico-fantastic
- Realitatea simulată în ficțiune